# چاک‌برنی
چاک‌بِرِنی (به مجاری:  Csákberény) یک شهرداری در مجارستان است که در ناحیه مور واقع شده‌است. چاک‌برنی ۴۱٫۳۷ کیلومتر مربع مساحت و ۱٬۲۴۲ نفر جمعیت دارد.